# Jean-Joseph Saroïhandy
Jean-Joseph Saroïhandy (* 13. September 1867 in Saint-Maurice-sur-Moselle; † 24. Juni 1932 in Paris) war ein französischer Romanist, Hispanist, Katalanist, Aragonist, Okzitanist, Gaskognist und Baskologe.

## Leben und Werk
Saroïhandy, der baskischer Herkunft war, hielt sich nach dem Abitur als Französischlehrer in England und Irland und von 1886 bis 1888 in Argentinien auf. Mit den dort erworbenen Spanischkenntnissen studierte er bei Alfred Morel-Fatio und bestand (nach geförderten Aufenthalten in Madrid und Portugal) 1901 die Agrégation für Spanisch. Er war dann Gymnasiallehrer für Spanisch in Bayonne. 

Ab 1896 verbrachte er die Sommerferien im Pyrenäenraum und betrieb Feldforschung zu allen dort gesprochenen Sprachen, zuerst zu Aragonesisch, als dessen Entdecker er gelten kann, nachdem Morel-Fatio, angeregt durch Artikel von Joaquín Costa, ihn auf diese Spur gesetzt hatte (seine Nachfolger in der Aragonistik waren William Dennis Elcock, Rudolf Wilmes (1894–1955, Schüler von Fritz Krüger), Gerhard Rohlfs und Alwin Kuhn). Des Weiteren forschte er zum Katalanischen und Gaskognischen sowie ab 1915 zum Baskischen. Von 1920 bis 1925 hielt er in Vertretung von Alfred Morel-Fatio Vorlesungen am Collège de France. Sein umfangreicher Nachlass wird seit 2004 in der Reihe 'Cuadernos Jean-Joseph Saroïhandy' (Saragossa) publiziert. Seine zahlreichen Aufsätze sind im katalanischen Wikipedia-Artikel dokumentiert.

## Werke (postum)
- Misión Lingüística en el Alto Aragón, hrsg. Óscar Latas Alegre (* 1968), Villanueva de Gállego  2005
- Informes sobre el aragonés y el catalán de Aragón (1898–1916), hrsg. von Óscar Latas Alegre, Saragossa 2009